# کوجی کیتائو
کوجی کیتائو (به ژاپنی: 双羽黒 光司) کُشتی‌گیر سوموی اهل استان میه در کشور ژاپن است که شصتمین کشتی‌گیر دارای رتبهٔ یوکوزونا محسوب می‌شود. وی در سال ۱۹۸۶ میلادی به این مرتبه ارتقا یافت و در سال ۱۹۸۸ میلادی بازنشست شد.